# Sophrops brevisetosa
Sophrops brevisetosa är en skalbaggsart som beskrevs av Frey 1972. Sophrops brevisetosa ingår i släktet Sophrops och familjen Melolonthidae. Inga underarter finns listade i Catalogue of Life.